# An Ninh Tây, Tuy An
An Ninh Tây là một xã thuộc huyện Tuy An, tỉnh Phú Yên, Việt Nam.
Xã An Ninh Tây có diện tích 11,98 km², dân số năm 1999 là 12802 người, mật độ dân số đạt 1069 người/km².